# سيرغاه (مقاطعة كلاردشت)
سيرغاه (بالفارسية: سیرگاه) هي قرية تقع في قسم بيرون‌بشم الريفي (مقاطعة كلاردشت) في إيران. يقدر عدد سكانها بـ 268 نسمة بحسب إحصاء 2016.